# True Story (Terror Squad)
True Story è il secondo album del gruppo hip hop statunitense Terror Squad, pubblicato nel 2004 dalle etichette Terror Squad, SRC e Universal.

## Tracce
1. Nothing's Gonna Stop Me – 2:42
2. Yeah Yeah Yeah – 3:07
3. Hum Drum – 4:11
4. Lean Back – 4:07
5. Take Me Home (feat. Dre) – 3:30
6. Streets of NY – 3:14
7. Bring'em Back (feat. Big L & Big Pun) – 4:26
8. Yes Dem to Def – 3:49
9. Pass Away – 3:52
10. Let Them Things Go (feat. Dre & Young Selah) – 4:04
11. Thunder in the Air – 3:18
12. Terror Era (feat. Milly) – 3:06